# Zwariowane melodie
Zwariowane melodie (oryg. Looney Tunes i Merrie Melodies) – seria krótkich, animowanych filmów, produkowana przez wytwórnię Warner Bros. Opowiadają o przygodach królika Bugsa, kaczora Daffy’ego, kota Sylwestra, ptaszka Tweety’ego, myśliwego Elmera Fudda, Diabła Tasmańskiego Taza, Kojota i Strusia Pędziwiatra, kowboja Yosemite’a Sama, Babci i innych postaci.
Najstarsze animacje z tej serii trafiły do polskich kin jeszcze przed II wojną światową za sprawą pierwszego oddziału Warner Bros. Polska.